# Mineria a l'Europa medieval

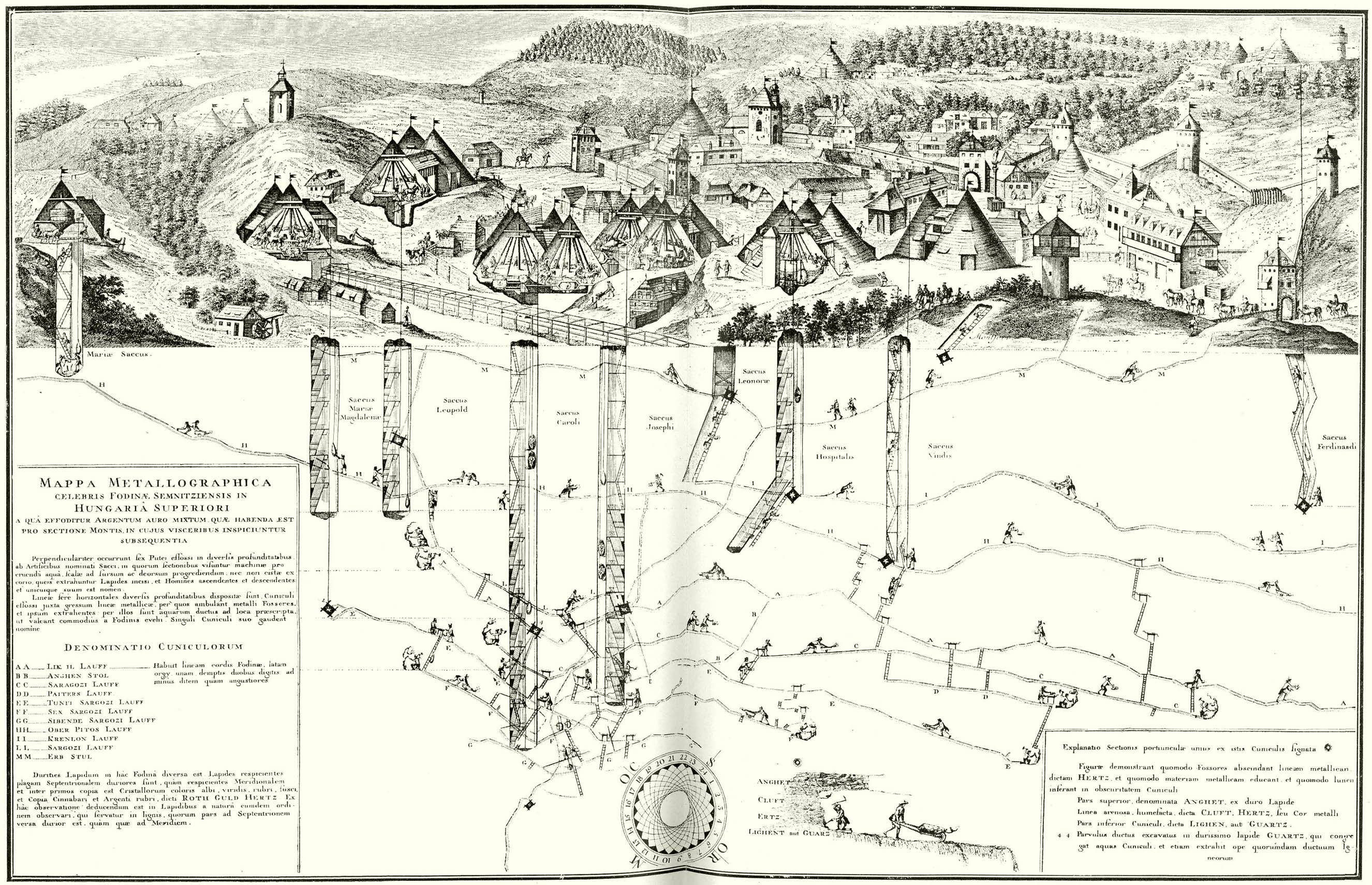
Plànol de mines a Banská Štiavnica a Eslovàquia (1726) de Luigi Ferdinando Marsigli, una il·lustració de la mineria en l'era premoderna.

La Mineria a l'Europa medieval cobreix el lapse de temps des del segle V fins al començament del Renaixement en el segle xvi. A l'Europa occidental el període per a la indústria minera va començar a l'edat mitjana. Les primeres mines importants van ser les que són a Goslar en les muntanyes d'Harz, que van ser posades en producció en el segle x. Un altre famós poble miner va ser Falun a Suècia, on el coure va ser extret des del segle xiii. L'apogeu de la indústria minera d'Europa occidental va dependre, sens dubte, de l'augment creixent del continent en l'escenari de la història mundial. Encara que el tema ha estat de vegades passat per alt pels historiadors, els avenços en la mineria i la metal·lúrgia medieval van aconseguir sobre manera el gran apogeu de la civilització europea occidental.
Les activitats metal·lúrgiques també van ser protegides pel poder polític central, les autoritats regionals, les ordres monàstiques i senyors eclesiàstics, que sempre van tractar de tenir el control i reclamar drets de regalia sobre les mines i una participació en la producció, tant en terres privades com en regions pertanyents a la corona. Estaven particularment interessats en l'extracció dels minerals de metalls preciosos, encara que les diferents mines en els seus territoris estaven obertes a tots els miners.

## Edat mitjana, segles V al X
L'estancament polític, social i econòmic que va seguir al món romà va afectar Europa, durant tot la primera època medieval, va tenir un impacte fonamental al progrès tecnològic, el comerç i l'organització social. Els desenvolupaments tecnològics que van afectar el curs de la producció de metalls només eren factibles a un entorn polític estable, i això no es va produir fins al segle ix.
Durant els primers segles medievals, la producció del metall era en un constant declivi i de restricció en les activitats de petita escala. Els miners van adoptar mètodes molt menys eficients que els de l'època dels romans. Els minerals s'extreien només doni de les mines amb poca profunditat o de les abandonades anteriorment, en el supòsit que no estiguessin ja enfonsades. La proximitat de la mina a pobles o ciutats també va ser un factor determinant per decidir sobre el treball en el lloc, a causa de l'alt cost del transport del material. Sembla que solament la producció de ferro va disminuir menys amb relació a la resta dels altres materials junt els metalls preciosos fins al segle viii. Aquest fet i la dramàtica disminució de la producció de coure, pot explicar el possible desplaçament dels artefactes de coure i bronze als de ferro.
A la fi del segle ix, les condicions econòmiques i socials, que determinaven la creixent necessitat de metall per a l'agricultura, eines, i la decoració, va començar a afavorir la metal·lúrgia i es va observar un progrés lent però general i constant. Es van multiplicar les foneries i van ser explotades noves mines, com les conegudes Mines de Rammelsberg, a prop de la ciutat de Goslar per les muntanyes d'Harz. La mineria a cel obert i les activitats metal·lúrgiques es van concentrar sobretot als Alps orientals, Saxònia, Bohèmia, Toscana, Renània, la Gàl·lia i Espanya.

## Alta Edat mitjana, segles XI al XIII

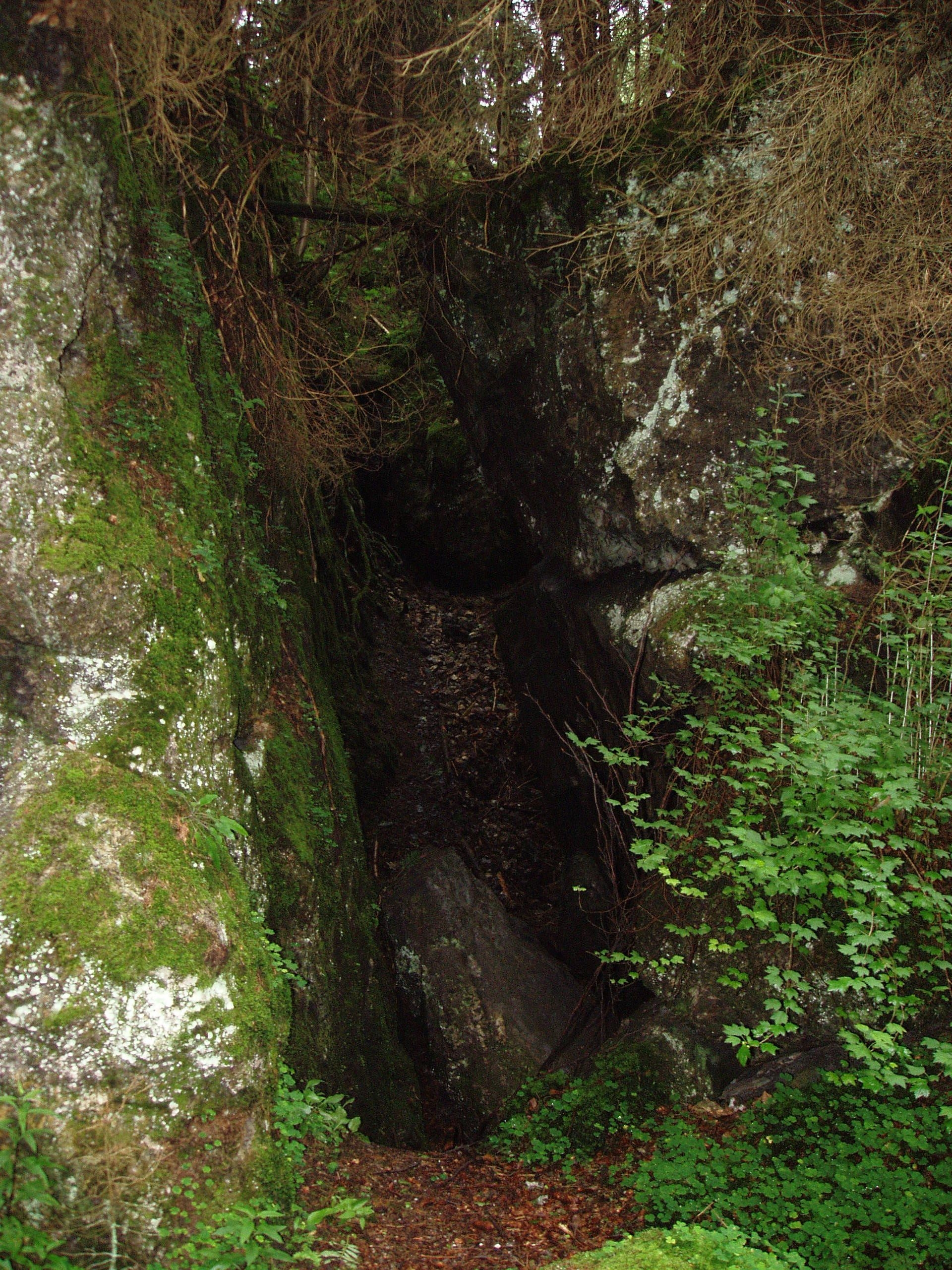
Mina medieval de Bockswieser Gangzug nord d'Oberschulenberg a Alemanya.

El període immediatament després del segle x, va marcar l'aplicació generalitzada de diverses innovacions en el camp de la mineria i el tractament dels minerals. Es va produir un canvi a gran escala i una millor qualitat de la producció. Els miners i metal·lúrgics medievals, van haver de trobar solucions per als problemes pràctics que limitaven la producció del metall, per tal de satisfer les demandes del mercat. L'augment de la demanda de metall era a causa del notable creixement de la població entre els segles xi i xiii. Aquest creixement va tenir impacte en l'agricultura, el comerç i la construcció d'edificis, incloent les grans esglésies gòtiques.

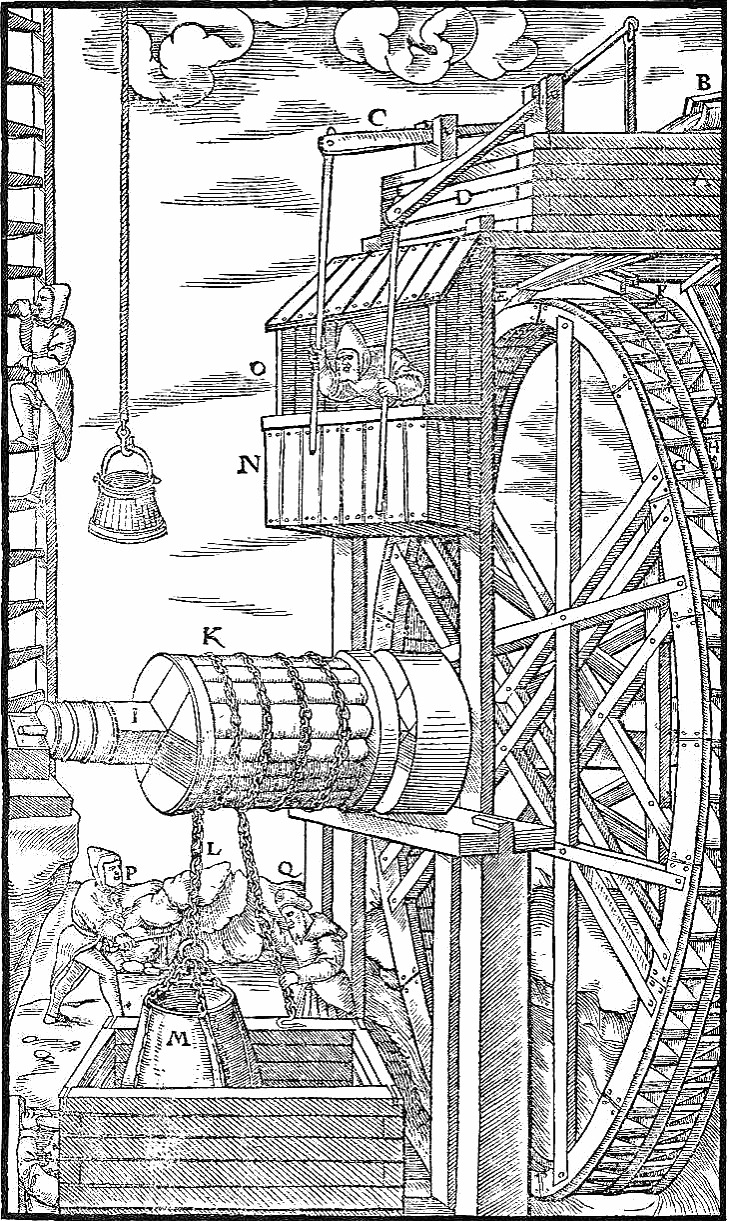
Roda d'aigua d'alimentació d'un elevador de mines en De re metallica (1566)

La principal preocupació tenia alguna cosa a veure amb el mig ineficient per al drenatge d'aigua dels pous i túnels en la mineria subterrània. Això va donar lloc a inundacions de les mines que van limitar l'extracció de mineral de poca profunditat a la vora de la superfície. Altres problemes secundaris van ser la separació del metall del material que l'ho envoltava, o estava estretament mesclat. També es trobava la dificultat del transport del mineral, el que va donar lloc a uns alts costs addicionals.
El valor econòmic de la mineria va donar lloc a la inversió en el desenvolupament de solucions a aquests problemes, que van tenir un impacte positiu en la sortida del metall. Això va incloure innovacions com ara l'energia de l'aigua fent servir rodes hidràuliques per a l'alimentació de motors de drenatges, manxes, malls, o la introducció de tipus avançats de forns.
Aquestes innovacions no es van adoptar totes a la vegada, ni es van poder aplicar en totes les mines i en tots els llocs de foneria. Al llarg de l'edat mitjana aquestes noves tècniques van coexistir amb les tradicionals. La seva aplicació va dependre del període, i de la regió geogràfica. L'energia de l'aigua en la mineria es va introduir abans, però es va aplicar en general en el segle xi. La introducció de l'alt forn, en la seva majoria per a la foneria de ferro, en tots els centres establerts de metal·lúrgia va contribuir a una millora quantitativa i qualitativa de la producció del metall, fent que el ferro estigués disponible a un preu inferior. Els treballs subterranis dels pous de ventilació, encara que estaven limitats en profunditat. La classificació dels minerals així com dels metalls preciosos van ser classificar sota terra i es transferien separadament.

## Baixa Edad mitjana, segles XIV al XVI

Beschreibung allerfürnemisten mineralischen Ertzt unnd Bergkwercks Arten («Descripció de la majoria dels tipus distingits dels minerals i mines») per Lazarus Ercker, 1580.

En el segle xiv, la majoria dels dipòsits de mineral més fàcilment accessibles estaven exhaurits. Per tant, es van introduir els últims avenços tecnològics per tal de mantenir-se al dia amb la demanda de metalls. El laboratori alquímic, per separar metalls preciosos dels més bàsics amb els que normalment es troben mesclats, era una característica essencial de l'empresa metal·lúrgica. Tanmateix, un hiat significatiu en la mineria subterrània es va observar durant els segles XIV i principis del XV a causa d'una sèrie d'esdeveniments històrics amb greus impactes socials i econòmics. La Gran Fam de 1315–1317, la Pesta Negra (1347-1353), que va disminuir la població europea e] un terç, i la Guerra dels Cent Anys (1337-1453), que, entre d'altres efectes, va causar una severa desforestació, també van tenir influències dramàtiques en la indústria metal·lúrgica i el comerç. La gran demanda de material, per exemple, per armadures, no es va poder complir a causa de la falta de mà d'obra i d'inversió de capital.
Només a la fi del segle xiii va ser quan van invertir grans quantitats de capital i es va instal·lar maquinària més sofisticada en la mineria subterrània, que va donar lloc a poder assolir grans profunditats, juntament amb aplicació més àmplia de l'energia de l'aigua amb força necessària per drenar l'aigua d'aquests pous. A més a més, l'aplicació de l'àcid per a la separació de l'or i de la plata es va introduir en el segle xiv. Tanmateix, els signes notables de recuperació només es van mostrar després de mitjan segle xv, quan els mètodes nous o millorats van ser adoptats en general.

## Els miners dintre de la societat medieval

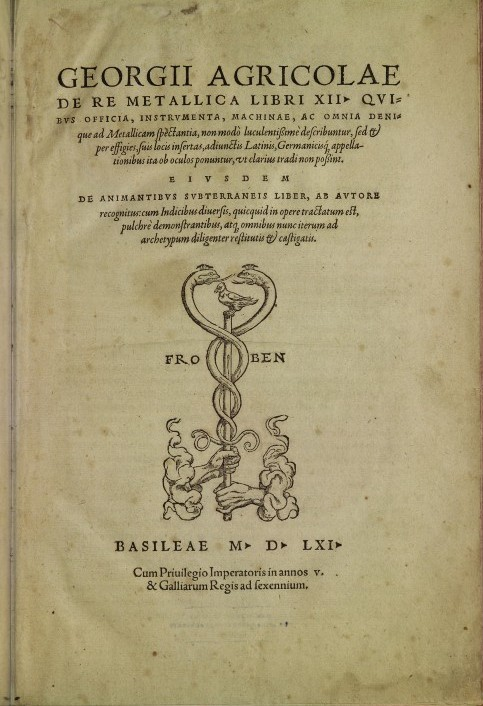
De re Metallica

Els metal·lúrgics de tot Europa medieval eren lliures de moure's dins de les diferents regions. Els metal·lúrgics alemanys a la recerca de minerals de metalls preciosos, van tenir un paper important en la mineria i van afectar el curs de la producció de metalls, no solament en l'Est i Sud d'Alemanya, sinó en quasi tot Europa central i els Alps orientals. A mesura que la mineria es va convertir gradualment en un treball d'artesans especialitzats, els miners es van moure en grups grans i es van formar assentaments amb els seus propis costums a la vora de les mines. Sempre van ser benvinguts per les autoritats regionals, ja que aquests últims estaven interessats en l'augment dels ingressos i l'explotació del subsòl ric en mineral era força rendible. Les autoritats, laiques i eclesiàstiques, reclamaven una part de la producció i als ferrers i als miners se'ls proporcionaven terrenys per a cases, molins, fargues, agricultura i pasturatge i se'ls va permetre utilitzar els torrents i fusta del bosc.
Avançant fins l'alta i la baixa Edat mitjana, a mesura que els llocs de foneria es van convertir geogràficament independents de les mines, el treball de la metal·lúrgia va ser separat de la foneria del mineral. L'expansió urbana a partir del segle x i el paper dominant de les ciutats van proporcionar als metal·lúrgics l'ambient adequat per desenvolupar i millorar la seva tecnologia. Es van organitzar en gremis i, per regla general, els seus tallers es van concentrar en les perifèries de les ciutats.).
A les societats medievals es consideraven les arts liberals i mecàniques com completament diferents entre si. Els metal·lúrgics, com tots els artesans, mancaven de fons intel·lectual metòdic però eren els pioners del pensament causal, basat en l'observació empírica i l'experimentació pràctica.